# Bhanu Athaiya
Bhanu Athaiya, pseudonimo di Bhanumati Annasaheb Rajopadhye (Kolhapur, 28 aprile 1929 – Mumbai, 15 ottobre 2020), è stata una costumista indiana.
Vinse insieme a John Mollo l'Oscar per i migliori costumi, indossati dal cast del film Gandhi.
Bhanu Athaiya è morta nell'autunno del 2020 per un tumore al cervello che le era stato diagnosticato diversi anni prima.